# Symphonie en rouge majeur
La Symphonie en rouge majeur est un ouvrage antisémite, antimaçonnique et anticommuniste, relevant de la théorie du complot paru sous la forme de mémoires dans les années 1950 en Espagne franquiste. Il est attribué à Josef (José dans la traduction espagnole) Landowski.

## Description
L'ouvrage est publié en Espagne en 1952 sous le titre Sinfonia en Rojo Mayor, dans une traduction effectuée par un certain Mauricio Karl / Mauricio Carlavilla. La maison d'édition suit la ligne politique officielle du régime d'alors. Le manuscrit aurait été découvert par A. I., un volontaire espagnol (vraisemblablement de la Division Azul) dans une isba durant le siège de Léningrad, sur le front de l'Est durant la Seconde Guerre mondiale.

## Trame
L'ouvrage raconte l'expérience de José Landowski en URSS, à qui le GPU donne plusieurs missions, toutes décrites dans le livre mais dont la principale est d'interroger Christian Rakovsky, rapatrié de l'étranger. Landowsky aurait par la suite transcrit une copie carbone de cet interrogatoire. C'est cette transcription d'interrogatoire qui est la partie la plus connue du livre, et parfois la seule, car elle est souvent présentée séparée du reste de l'ouvrage.

## José Landowski
José Maximovich Landowski, alors âgé de 56 ans, est un Russe d'origine polonaise, fils d'un officier de l'armée impériale russe et ne pouvant donc pas adhérer au PCUS. Il est chimiste autodidacte et a attiré l'attention du GPU par ses qualités de laborantin. Dans son laboratoire, situé au sud-ouest de Moscou, à une quarantaine de verstes de la banlieue, les chercheurs bénéficient du niveau de vie d'un haut fonctionnaire du Conseil des commissaires du peuple (Sovnarkom).

## Résumé du livre

### Moscou

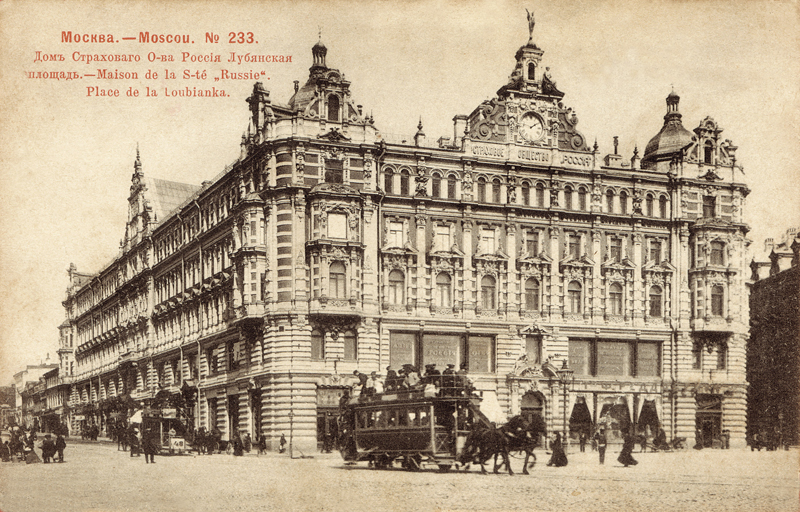
Immeuble de la Loubianka avant 1917

En 1937, Landowsky reçoit la visite d'hommes du NKVD à son domicile, qui l'emmènent à la Loubianka où règne alors Guenrikh Iagoda, qui lui annonce qu'il est très intéressé par ses recherches en chimie, et qu'il a d'un même mouvement fait envoyer sa famille en résidence surveillée en Crimée afin de s'assurer de son soutien plein et entier. Ce sont plus particulièrement ses travaux sur les narcotiques qui intéressent Iagoda. Il lui explique que sa mission est d'enlever le général russe blanc Ievgueni Miller à Paris avec l'aide d'un agent double, un autre général russe blanc, Nikolai Skoblin. Iagoda lui fait rencontrer un pharmacologiste menant des recherches sur les drogues afin de les appliquer à la torture, Lévin Lev Grigoriévitch.
Par la suite, Iagoda est remplacé par Nikolaï Iejov.

### Premier séjour à Paris
Accompagné de son supérieur, l'agent René Duval, portant le grade de capitaine du NKVD, un Chilien passé à l'Est, Landowsky est hébergé à l'ambassade d'URSS où il reçoit l'ordre se faire passer pour un médecin polonais, le docteur Zielinsky de Varsovie. Victime d'un attentat, il est envoyé en Espagne pour y être opéré.

### Premier séjour à Madrid
Landowsky quitte Paris pour Madrid en avion, accompagné de Duval (sous le pseudonyme de Gabriel Bonín) et arrive dans un hôpital militaire soviétique sur le front républicain lors du siège de Madrid, en pleine guerre d'Espagne. Il se retrouve sur place sous le commandement d'un général désigné sous le pseudonyme de Kilinov, qui est en fait Edouard Berzine.

### Deuxième séjour à Paris
Lors de son retour à Paris, il rencontre Dimitri Navachine (sous le pseudonyme de Goldsmith), qui lui révèle le véritable nom de René Duval : Gabriel Díaz. Il tente de le monter contre lui en accusant Duval de son attentat. Par les journaux, Landowsky apprend le meurtre de Navachine (attribué par certains historiens à la Cagoule, le 23 janvier 1937).

### Premier retour à Moscou

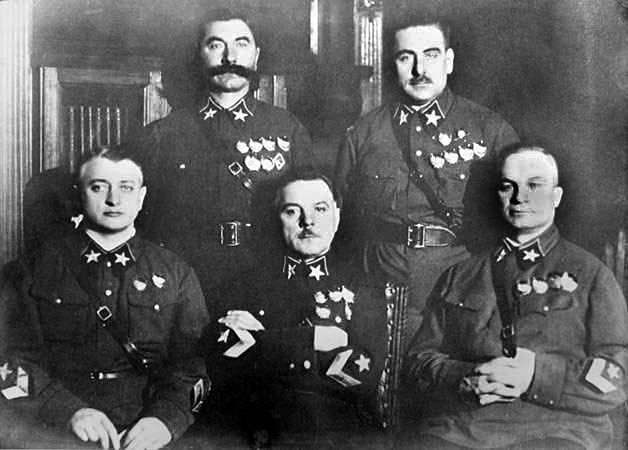
La Grande Purge. Les cinq premiers maréchaux de l'Union Soviétique: Semion Boudienny y Vassili Blücher (debout); Mikhail Toukhatchevski, Kliment Voroshilov et Aleksandr Iegorov (assis). Seront épargnés Voroshílov et Budionni, les autres fusillés

Après un court passage à Paris, Landowsky revient à Moscou durant l'époque des Grandes Purges et du Procès de Moscou. Il participe à l'interrogatoire d'un capitaine de l'Oberkommando der Wehrmacht (OKW), dont la confession provoque d'autres arrestations. Il est un acteur de l'affaire de l'Organisation militaire trotskyste antisoviétique: ainsi, il contribue à l'enlèvement du général Yakov Gamarnik dans son avion, ainsi qu'à sa confession après sa torture. Dans sa confession, il cite nommément Iona Yakir, Boris Feldman et Mikhaïl Toukhatchevski comme âmes du complot. Il y associe des second couteaux comme le général Avgust Kork, Ieronim Ouborevitch, Vitovt Putna, Vitaly Markovich Primakov, Robert Eideman, Nikolai Kashirin. Il précise que Toukhatchevski, Pavel Dybenko et Vassili Blücher signeront les proclamations militaires et paraîtront comme la façade du régime avec Alexeï Rykov et Nikolaï Boukharine à leurs côtés. Léon Trotski sera secrétaire général du parti, président du conseil des commissaires, président du conseil de guerre révolutionnaire et président du Komintern. Toukhatchevsky sera chef de l'état-major soviétique et premier maréchal de l'URSS, Iagoda sera commissaire de l'intérieur, Rakovski aux affaires extérieures, Nikolaï Boukharine le chef secret de la révolution mondiale, Rikov sera le commissaire de l'économie soviétique et le propre Gamarnik commissaire à la défense. La réalité du pouvoir sera assurée par Trotski, Iagoda et le propre Gamarnik. Rakovski jouera un grand rôle international. Il annonce la liquidation physique de Joseph Staline, Viatcheslav Molotov, Mikhaïl Kalinine, Kliment Vorochilov et Nikolaï Iejov.
Il assiste également à l'exécution de Mikhaïl Toukhatchevski à la Loubianka par René Duval (qui porte le pseudonyme de Gabrilo Gabrilovich Kuzmin).

### Troisième séjour à Paris
Sous un nouveau pseudonyme, Jan Zich, Landowski repart à Paris. Le 6 septembre 1937, il apprend l'assassinat d'un espion soviétique ayant fait défection, Ignace Reiss/Hans Eberhardt à Lausanne. Croisant un autre agent ayant fait défection ami de Reiss, Walter Krivitsky, à Paris le jour même, Duval entreprend de le poursuivre afin de le tuer, mais il échoue. Ievgueni Miller est enlevé avec succès par la suite.

### Deuxième séjour en Espagne
Miller est conduit en avion en Espagne via la valise diplomatique de l'ambassade d'URSS à Paris (alors située Rue de Grenelle) quelque part dans le Pays basque alors en pleine campagne du Nord, toujours en mains républicaines mais à une quarantaine de kilomètres des troupes nationalistes. Depuis là, Miller est embarqué sur un bateau en direction de Saint-Pétersbourg. Miller et Landowsky ont l'occasion de sympathiser sur le bateau.

### Deuxième retour à Moscou
Landowsky fait passer secrètement Miller de vie à trépas pour lui éviter des séances de torture devant conduire à sa mort. Par la suite, il est confronté à Guenrikh Iagoda, prisonnier sur son ancien lieu de service, au sujet de l'ordre d'assassinat que celui-ci lui a donné concernant Iéjov et qu'il a permis d'éviter. Il est conduit à servir de médecin durant une séance de torture collective à laquelle assiste Staline en personne derrière un miroir sans tain. Vingt-sept personnes se trouvent prisonnières dans la salle de torture, dont Guenrikh Iagoda, Lev Levin, Alexeï Rykov, Nikolaï Boukharine, Christian Rakovsky, Grigori Grinko, Arkady Rosengoltz, Nikolaï Krestinski, Lev Karakhan (qui est horriblement torturé : frappé aux testicules, un chien des bourreaux les lui arrache par morsure, Landowski devant ensuite soigner sa blessure), Pavel Bulanov (secrétaire de Iagoda), Vassili Blücher et Aleksandr Iegorov. Cela représente une partie des accusés du futur procès du bloc des droites et des trotskystes antisoviétiques.

### L'interrogatoire de Christian Rakovsky

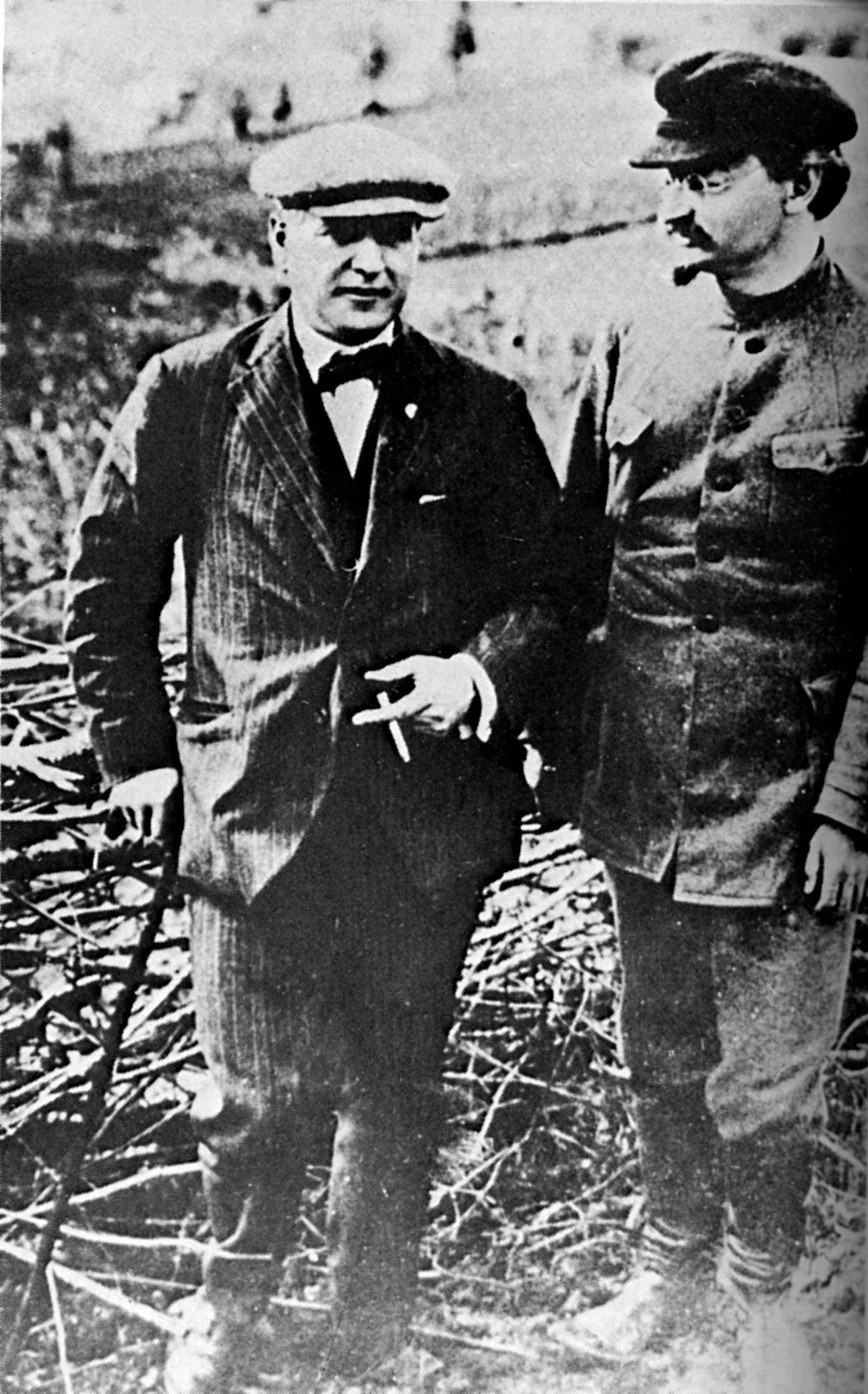
Christian Rakovsky (†) avec Léon Trotski, vers 1924.

Rakovsky est conduit dans une pièce agréable, avec différents mets et interrogé par Duval après que Landowsky lui ait versé une drogue euphorisante dans sa boisson.
Rakovsky commence par argumenter que si Karl Marx connaissait les contradictions du capitalisme, c'est qu'il connaissait ceux qui les produisaient en son sein. Il théorise ensuite une alliance entre la finance internationale (qu'il affuble du sobriquet d'« Internationale capitaliste » ou « Kapintern ») et l'Internationale communiste (Komintern). Il ajoute que Marx, dans ses écrits, est manifestement passé à côté d'un phénomène économique qui pourtant fascinait les gens de son époque: l'immense accumulation du capital des 5 frères de la famille Rothschild. Il précise qu'ils sont cinq, tout comme les cinq branches de l'étoile rouge soviétique. (Amschel Mayer Rothschild, Salomon Mayer Rothschild, Nathan Mayer Rothschild, Kalmann Mayer Rothschild, James de Rothschild).
Pour Rakovsky, l'ennemi commun de ces deux entités, l'une prônant le cosmopolitisme (car le capital n'a pas de frontières) et l'autre l'internationalisme (car le prolétariat n'a pas de frontières) est l'état-nation et leur but commun est sa destruction. Il affirme qu'un pouvoir s'est trouvé en mains monarchiques mais qu'il n'a jamais été apprécié à sa juste valeur par les rois, celui de la création monétaire; après la révolution française, il s'est donc retrouvé en mains privées qui ont provoqué sciemment un glissement de la monnaie divisionnaire, qui ne subsiste plus que pour renforcer une illusion, vers la monnaie fiduciaire puis la monnaie scripturale, qui serait simplement de la fausse monnaie, ayant multiplié plusieurs fois le capital initial. Ces financiers disposent désormais dans l'état totalitaire communiste d'URSS, de l'instrument le plus puissant de domination ayant existé, les précédents empires de type césarien ayant toujours jusqu'à présent laissé une marge de liberté individuelle. Il théorise que ces financiers internationaux utilisent des personnes de confiance pour exercer le pouvoir à leur place, citant Walther Rathenau parmi ceux ayant joué ce rôle. Il évoque la création par Adam Weishaupt de l'équivalent d'une Première Internationale secrète sous la forme des Illuminés de Bavière, et poursuivant le même but que le communisme, qui aurait constitué la troisième conspiration antichrétienne et communiste de notre ère, après le gnosticisme (la deuxième étant le protestantisme).
La conspiration actuelle consiste en ceci: créer la plus grande accumulation de capital possible afin de pousser le prolétariat au chômage, au désespoir et en même temps créer l'organisation devant unir les prolétaires et les lancer dans la révolution. Il explique l'ascension rapide de Trotski au sein du mouvement communiste, dépassant en influence avant la révolution de 1905 Gueorgui Plekhanov, Julius Martov ou Lénine lui-même (Rakovsky le souligne en se basant sur les témoignages écrits d'Anatoli Lounatcharski) par son mariage (en 1903) avec Natalia Sedova, décrite comme la fille du banquier Givotivsky (Abram Zhivotovsky)(Natalia_Sedova semble cependant être la fille d'un cosaque, Abram Zhivotovsky étant l'oncle maternel de Trostky.[réf. nécessaire]), famille alliée aux Warburg, eux-mêmes associés et parents de Jacob Schiff, ayant financé le Japon lors de la guerre russo-japonaise. Parmi ceux ayant financé la Révolution d'Octobre, il cite à nouveau Jacob Schiff et la banque Kuhn, Loeb & Co, à nouveau les frères Warburg, la Famille Guggenheim, Heneawer (Jerome J. Hanauer
), Max Breitung, Olof Aschberg et sa Nya Banken de Stockholm, ville oú Rakovsky intervint dans la connexion. Il décrit les chefs bolchéviques et même Kerensky sous ordres directs d'un Bund secret.

Pour Rakovsky, Trotski a organisé l'attentat contre Lénine par Fanny Kaplan, celui de Wilhelm Mirbach par Yakov Grigorevich Blumkin et l'insurrection de juillet 1918 organisée par Maria Spiridonova en juillet 1918, avec l'aide insoupçonnée de Sidney Reilly.
Rokovsky explique qu'Ivan Maisky fut de ceux qui reçurent l'ordre de trahir le mouvement des Russes blancs et de participer à leur sabotage.
Selon lui, la même finance internationale qui finança les révolutionnaires bolchéviques a financé le NSDAP à partir de 1929, via un émissaire appartenant à la famille Warburg. Cette théorie de Rakovsky est évoquée dans un autre livre dont la provenance est incertaine: Les ressources du national-socialisme, trois conversations avec Hitler et signé du nom de plume de Sydney Warburg.
Déduisant que le but de la finance internationale est que le nazisme agresse le stalinisme militairement, il cherche à promouvoir une alliance entre les deux parties autour d'un partage de la Pologne (préfigurant le pacte germano-soviétique). Gabriel demande alors le nom d'une personne de contact dont on pourrait affirmer avec certitude qu'elle se trouve dans le camp de la haute finance internationale. Rakovsky dit que Lionel Walter Rothschild l'a été (décédé courant 1937), la banque Kuhn, Loeb & Co avec en son sein la famille Schiff, Warburg, Loeb et Kuhn, Bernard Baruch, Felix Frankfurter, Frank Altschul, Benjamin Victor Cohen, Nathan Straus Jr., Laurence Steinhardt, Léon Blum, Samuel Irving Rosenman, Walter Lippmann, Herbert H. Lehman, Dreifus, Thomas W. Lamont, Georges Mandel, Henry Morgenthau, Mordecai Ezekiel, Jesse L. Lasky, mais lui conseille finalement de s'adresser à l'ambassadeur des États-Unis en URSS, Joseph E. Davies.

### Épilogue

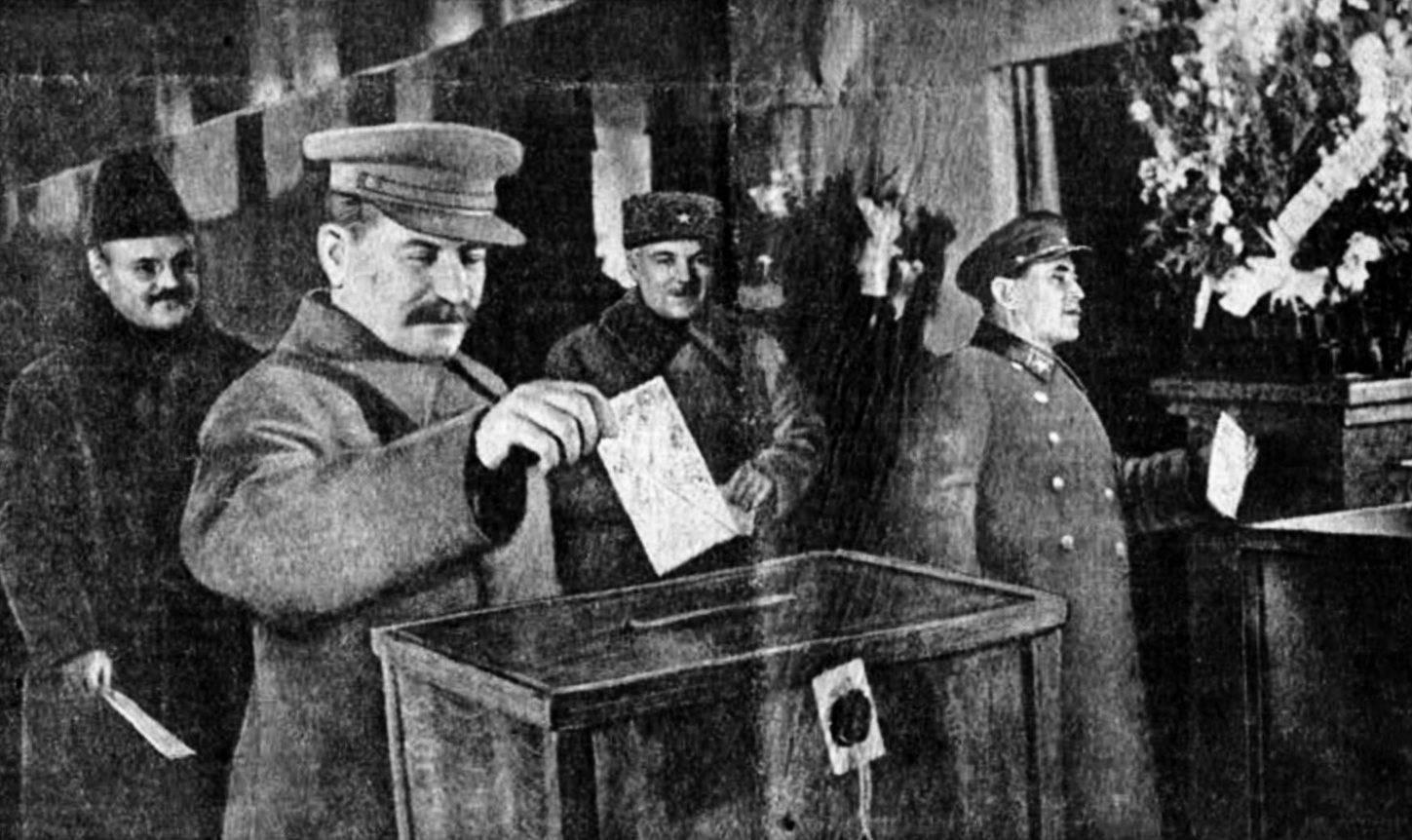
Viatcheslav Molotov, Staline, Kliment Vorochilov et Nikolaï Iejov en 1937

Durant le procès Rakovsky, l'ambassadeur Davies est surpris à lui faire un salut maçonnique, et d'une station de radio disposant d'un puissant émetteur, avec le code de l'ambassade d'URSS à Londres, le message suivant est émis : « Clémence, ou la menace nazie augmentera », suivi de l'annonce de l'anschluss de l'Autriche par Hitler (12 mars 1938).
Duval demande à Landowsky de faire contracter une maladie à Iagoda, pour obtenir le prétexte de l'écarter du pouvoir policier et de l'éloigner au repos. Landowsky se méfie et demande que l'ordre lui soit donné par Staline lui-même, les autres dirigeants ayant été désignés par l'un ou par l'autre comme membres d'un complot contre Staline. Une nuit, il est conduit au Kremlin par Duval et introduit devant Viatcheslav Molotov et Staline, un certain Lavrenti Beria se trouve également présent. Staline lui ordonne d'inoculer une maladie incapacitante à Iéjov, voire de le tuer si Duval devait lui en donner l'ordre. Landowski lui inocule le paludisme. Par la suite, il apprend que Béria remplace Iéjov.
Une lettre de Duval à Landowsky suit: elle lui annonce que toute sa famille a été éliminée sur ordre de Iagoda déjà au moment où il avait reçu l'ordre de celui-ci d'assassiner Iéjov par un moyen bactériologique et termine sur une note dénonçant l'alliance Franklin Delano Roosevelt-Staline comme une preuve du bien-fondé témoignage de Rakovsy. Le livre annonce qu'à la suite des mémoires de Landowski figurent des pages indéchiffrables désordonnées sur lesquelles les noms de sa femme et de ses enfants figurent de nombreuses fois.

## Analyse
Le livre, sous couvert d'une histoire d'espionnage, livre au cours des conversations entre Duval et Landowsky des leçons de géopolitique et de complotisme, voulant révéler le dessous des cartes derrière les purges staliniennes, la guerre d'Espagne, la montée en puissance du NSDAP et la Seconde Guerre mondiale à venir. Des références discrètes mais continues à la thèse du judéo-bolchévisme parcourent l'ouvrage, assimilé au communisme international, le stalinisme étant décrit comme son opposé, un national-communisme ou un bonapartisme. L'ouvrage comporte une mention « Illisible » au milieu d'un texte, renforçant l'effet qu'il est la traduction d'un manuscrit. De plus, l'éditeur a caviardé des passages qui auraient décrit de manière trop détaillée des méthodes de guerre bactériologique et des méthodes d'intoxication au mercure devant servir à Iéjov à simuler un attentat trotskyste sur sa personne et censé lui valoir le mérite de ses supérieurs.
Pourtant, la possibilité existe que le soi-disant traducteur Mauricio Karl, étant donné son anticommunisme militant, ait écrit l'ouvrage lui-même.

## Postérité
Une transcription a été publiée en anglais en 1968 sous le titre The Red Symphony: X-Ray of Revolution. Elle a été mise en ligne en 2003 par Peter Myers. Cette théorie est également exposée dans un ouvrage de Des Griffin de 1988. Dans les années 2000, Henry Makow s'en est fait le porte-voix. Elle est également reprise en 2011 par Ben Peri dans un de ces pamphlets. Ainsi qu'en 2013 par Gabriele Adinolfi dans un de ces ouvrages. Elle a également été republiée par les éditions Delacroix.

## Autres personnages cités faisant partie de la trame
- Karl Radek
- Lumenstadt (un chimiste)
- général Keltsov (sur le front madrilène de la guerre d'Espagne, présumé trotskiste)
- L'agent Spiegelglass, responsable de l'antenne de Paris du NKVD ainsi que de l'enlèvement de Miller.

## Autres personnages cités
- Hugo Eberlein
- Viatcheslav Menjinski
- Alexandre Koutepov

## Dans la culture populaire
- Le rappeur Rockin' Squat en 2009, dans sa chanson Le Pouvoir secret, cite le livre Symphonie en rouge majeur et questionne l'auditeur, suggérant l'implication de la famille Rothschild, en se demandant « Depuis la révolution française, le but est d'établir, Une dictature mondiale les banquiers sont l'avenir, On est en plein dedans demande à Rakovsky, Dans sa symphonie rouge on y trouve même Trotsky ! »[49],[50].

## Ouvrage sur le sujet
- (fr) Josef Landowsky, La Symphonie Rouge : L'interrogatoire secret de Christian Rakowsky et Traduction Geac, éditions Hades, 2012.